# Don't Tell Me Promo Tour
Il Music Promo Tour consiste in 2 concerti eseguiti da Madonna per promuovere il suo album Music. I concerti si sono svolti il 5 novembre 2000 al Roseland Ballroom di New York City e il 29 novembre 2000 al Brixton Academy di Londra. La band che accompagnò Madonna era composta da: Mirwais Ahmadzaï (chitarra e background vocali), Niki Haris e Donna DeLory. I costumi furono disegnati e realizzati da Dolce & Gabbana.
La performance di Madonna al Brixton Academy fu trasmessa su internet con un totale di 9 milioni di spettatori in tutto il mondo, che è divenuto un record. Con un'audience di 2.800 spettatori, il concerto fu trasmesso anche su MSN e sul sito ufficiale di Madonna, madonna.com. Madonna, vestiva una t-shirt con i nomi dei suoi figli Rocco e Lola. lo show fu disponibile per 2 settimane su internet.
Tracy Blacher, la manager del marketing di MSN ha dichiarato:
“ Questa performance sarà ricordata come una delle più grandi della storia che ha ottenuto il maggior audience di sempre su internet. MSN.co.uk ha dato alle persone, l'occasione di vedere ed ascoltare Madonna live gratis su internet. È stato un evento indimenticabile per MSN e Madonna - nessuno si è mai aspettato qualcosa del genere.”

## Set list
1. Impressive Instant
2. Runaway Lover
3. Don't Tell Me
4. What It Feels Like for a Girl
5. Holiday (Solo a Londra)
6. Music.

La promozione dell'album è continuata con il tour mondiale Drowned World Tour.

## Date
| Nordamerica      |               |             |                   |
| 5 novembre 2000  | New York City | Stati Uniti | Roseland Ballroom |
| Europa           |               |             |                   |
| 29 novembre 2000 | Londra        | Inghilterra | Brixton Academy   |